# AOK Stadion
L'AOK Stadion è uno stadio di calcio situato a Wolfsburg, città extracircondariale del Land della Bassa Sassonia, utilizzato per gli incontri casalinghi del Wolfsburg II, la squadra riserve maschile, e della plurititolata squadra femminile del club tedesco che precedentemente si svolgevano al VfL-Stadion am Elsterweg
L'impianto, realizzato con la collaborazione dell'Allgemeine Ortskrankenkasse (AOK), è caratterizzato dal terreno di gioco con superficie in erba, specificatamente Lolium perenne, e, grazie anche alla presenza di una tribuna coperta, la capienza massima raggiunge i 5 200 posti, dei quali 3 500 a sedere..

## Incontri internazionali

### Terzo turno di qualificazione della UEFA Europa League
- Wolfsburg 2-0  Desna Černihiv (1 settembre 2020)